# Martin Bahne
Martin Bahne, född 22 april 1975, är en finlandssvensk skådespelare. 

## Biografi
Bahne tog examen i nationalekonomi vid Åbo Akademi 1999 och sedan magistersexamen vid Teaterhögskolan 2003.
Bahne hade huvudrollen i Gränsen 1918 som spelades in 2007. För rollen som kapten Carl von Munck nominerades han 2008 till Bäste skådespelare i Jussi Awards. Tidigare har han medverkat i bland annat filmen Framom främsta linjen (2004). Därutöver medverkar han i teaterpjäser och i TV-produktioner. 
Han är bror till allsvenske fotbollsspelaren Magnus Bahne.